# Протестантизм в Казахстане

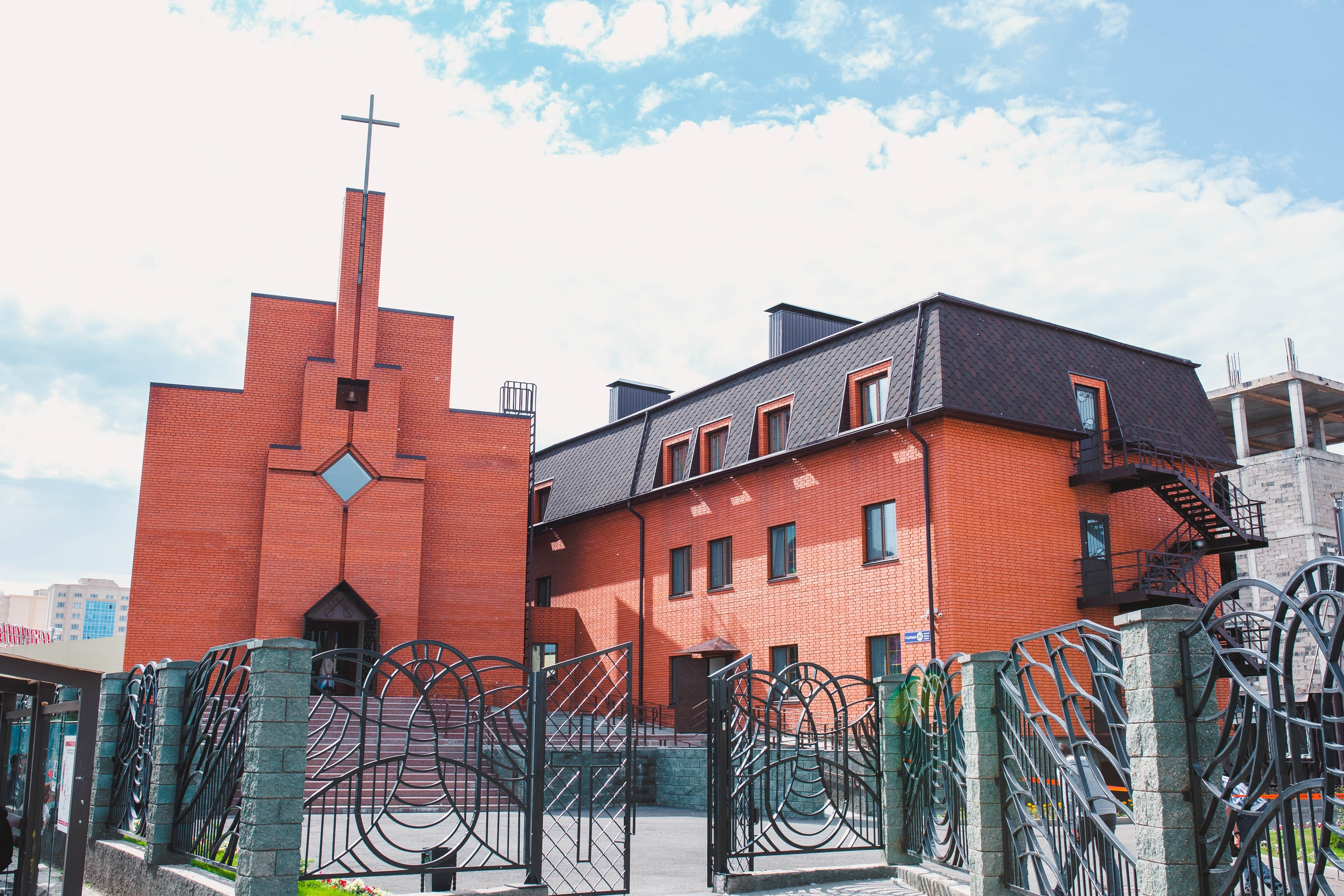
Евангелическо-Лютеранская Церковь "Христа Спасителя" в г. Астана

Протестантизм в Казахстане — одно из направлений христианства в стране. По данным исследовательского центра Pew Research Center в 2010 году в Казахстане проживало 310 тыс. протестантов, которые составляли 2,0 % населения этой страны. В это число входят и т. н. «этнические протестанты» (немцы-лютеране), большинство из которых не являются прихожанами ни одной церкви. В 2000 году постоянными прихожанами протестантских церквей были 135 тыс. верующих (0,83 % населения страны). Издание «Операция мир» насчитало в 2010 году в Казахстане 148 тыс. протестантов и прихожан неденоминационных церквей, объединённых в 56 союзов. 
Наиболее широко протестанты представлены в крупных городах, особенно на севере и в центре республики. Протестантами считаются две трети живущих в Казахстане корейцев и половина казахстанских немцев. Представители этих двух народов (корейцы и немцы) составляют более половины всех протестантов страны. Существенное число протестантов имеется среди русских, украинцев и белорусов. Протестантизм исповедуют также небольшое число казахов, уйгуров, латвийцев, эстонцев, армян, татар, киргизов, литовцев, молдаван, грузин, осетин и др.
В докладе, зачитанном на XVI съезде партии «Нур Отан» президент Казахстана Нурсултан Назарбаев заявил о росте протестантских церквей в стране и отметил их важность для государства.

## Исторический обзор

### Возникновение протестантских общин
Первыми протестантами на территории современного Казахстана были служившие в российской армии немцы-лютеране. Они появились в крае в сер. XVIII века, в ходе присоединения Казахстана к Российской империи и селились в военных фортах и армейских гарнизонах. Помимо этого, территории входящие в состав современного Казахстана стали местом ссылки военнопленных шведов, поляков, финнов, значительная часть из которых также были протестантами. Первые лютеранские церкви возникли в Казахстане во второй половине XIX века. К концу XIX века лютеранские общины существовали в Усть-Каменогорске, Семее, Петропавловске и других городах.
Во второй половине XIX века в крае появляются меннониты. С 1870-х годов, при губернаторстве К. П. Кауфмана уделялось особое внимание к привлечению меннонитов на юг Казахстана. Царская администрация полагала, что меннониты способны быстро поднять экономику окраин, создав эффективное сельское хозяйство. К концу XIX крупные меннонитские поселения существовали вблизи Павлодара, Аулие-Аты и др. местах.
Первые баптистские проповедники появились в Казахстане в конце XIX века. Казахстанские баптисты отличались от лютеран и меннонитов прежде всего ориентированностью на славянское население, чем вызывали крайнее недовольство у представителей православного духовенства.
В первые годы XX века в Казахстане появились адвентисты. В 1902 году адвентистские общины действовали в Усть-Каменогорске, Семипалатинске, посёлке Рождественка Акмолинской области, в Костанайской области.

### Протестанты в годы советской власти
В первые годы советской власти казахстанские протестанты подверглись массовым репрессиям. Практически полностью был уничтожен пасторат лютеранской церкви — из почти 2 тыс. пасторов в живых остались лишь трое. Однако массовая депортация немцев Поволжья значительно увеличило численность лютеран. Лишь с 1960-х годов происходит постепенная легализация лютеранства. Если в 1966 году в Казахской ССР была зарегистрирована лишь одна (акмолинская) лютеранская община с 480 прихожанами (ещё 88 общин с 2 957 действовали без регистрации), то в 1976 году официально действовали 6 общин с 3 940 верующими (и 113 общин с 4 335 верующими без регистрации); в 1980 году — 26 общин с 6 320 верующими, в 1986 году — 101 община (без регистрации — 44 общины с 1 404 верующими). В советское время лютеранские церкви управлялись из Риги.
В 1930-е годы ссыльные пятидесятнические служители стали у истоков пятидесятнических общин в крае. Длительное время лидером местных пятидесятников был осуждённый на вечное поселение в Джамбул видный пятидесятнический служитель Иван Славик. В 1966 году в Казахской ССР действовала 41 пятидесятническая община с 796 верующими. В 1976 году — 41 община (из них 1 зарегистрирована) с 1 380 верующими, 1986 году — 54 община (22 зарегистрированы) с 2 131 верующим. Большинство пятидесятнических общин были подотчётны т. н. «Киевскому епископату». В крае также действовали общины пятидесятников-единственников.
Большинство меннонитских общин в середине XX века вошли во Всесоюзный совет евангельских христиан-баптистов. Тем не менее, в 1970 году была официально зарегистрирована первая автономная меннонитская церковь с 700 верующими. К 1982 году число общин выросло до 8 (2,8 тыс. верующих); к 1988 году — до 11 (2,2 тыс. верующих).
В ранние годы репрессиям подверглись и баптистские церкви. Лишь с конца 1940-х годов происходит постепенное возобновление религиозной жизни в общинах баптистов. В 1966-88 гг. число зарегистрированных общин ЕХБ в Казахстане выросло с 11 до 120, а число верующих — с 5,8 до 14,8 тысяч. Большинство баптистов (до 80 %) составляли немцы. После 1961 года часть баптистских общин присоединились к Союзу церквей евангельских христиан-баптистов. В 1966 году в СЦЕХБ входило 25 общин (1 367 верующих), в 1986 году — 49 общин (2 282 верующих). К моменту развала СССР число официально зарегистрированных баптистских общин в два раза превышало число мечетей.
Проповедник адвентистов седьмого дня Михаил Кулаков, сосланный в Казахстан в 1950-е годы провёл работу по объединению разрозненных адвентистских общин. В 1973 году в республике действовала 1 адвентистская церковь (46 верующих); в 1975 — 4 церкви (409 верующих); в 1986 году — 34 церкви (1,3 тыс. верующих). Большинство адвентистов были немцами (91 % в 1986 году). В Казахской ССР также действовали адвентисты-реформисты.

### Протестанты в годы независимости
После распада Советского Союза, на основании Конституции утвердившей свободу совести в Казахстане смогли получить законный статус ряд протестантских церквей, в первую очередь пресвитерианских и Христиан веры Евангельской (Пятидесятников),  подвергавшиеся гонениям и репрессиям во времена СССР.
С 1990-х годов в Казахстане на законных основаниях действует ряд христианских евангельских церквей и  служений. Самой крупной подобной церковью является Церковь Христиан веры Евангельской «Новая Жизнь», ведущая свою историю с марта 1990 года. В 1991 году в Алма-Ате выходцы из баптистских и пятидесятнических церквей основали Евангельский центр «Агапе». Другими крупными пятидесятническими церквями являются «Источник жизни», «Благодать», «Сун Бок Ым», «Жатва», Ассамблеи Бога, Слово жизни (с 1999 года).
Также были реорганизованы служения и других ранее существовавших в республике протестантских конфессий. В 1992 году был создан Союз церквей евангельских христиан баптистов; в 1993 году — Евангелическо-лютеранская церковь в Республике Казахстан. Т. н. «не регистрированные пятидесятники» во главе с епископом П. Егоренковым в 2003 году вошли в Объединённую церковь христиан веры евангельской. Первые годы независимости также характеризуются массовой эмиграцией из страны немцев, что привело к уменьшению ряда общин.
5 апреля 1991 года в Караганду приехал миссионер Джозеф Ю из международной пресвитерианской миссии «Грейс», базирующейся в США. Служение Джозефа Ю, поддержанное американскими и южнокорейскими пресвитерианами, привело к созданию в Казахстане церквей «Грейс», «Надежда», «Эммануил», «Миссия Назарянина», «Вефиль» и других. Пресвитерианские церкви добились особого успеха среди живущих в Казахстане корейцев.
Деятельность проповедников Корейской методистской церкви и Российской объединённой методистской церкви привела к возникновению в Республике Казахстан методистских общин. Благодаря деятельности немецких миссионеров с 1991 года в Казахстане действует Новоапостольская церковь.

## Современное состояние

### Пятидесятники
По числу официально зарегистрированных протестантских церквей в Казахстане лидируют пятидесятники. На начало 2011 года пятидесятническими были 400 зарегистрированных общин. В связи с новым законодательством в 2012 году все религиозные общины были обязаны перерегистрироваться в Комитете по делам религий Казахстана. На конец 2015 года перерегистрацию прошли 216 пятидесятнических общин. Самыми крупными пятидесятническими союзами являются «Новая жизнь» (38 общин, 2012 год), «Источник» (28 общин), Миссия «Агапэ» (23 общины), Церковь полного Евангелия «Сун Бок Ым» (9 общин), «Жатва» (5 общин). При этом, часть пятидесятников принципиально не регистрируют свою общины у государства; к таковым относятся приходы Объединённой церкви христиан веры евангельской (50 общин в 2001 году). В стране также действуют пятидесятники-единственники из т. н. «Церкви Господа Иисуса Христа» (40 общин и 3 тыс. членов в 2003 году); их самые крупные общины имеются в Караганде и Алма-Ате. Среди крупных международных пятидесятнических объединений следует отметить Ассамблеи Бога, Церковь Бога и Церковь Бога пророчеств. Вместе с ростом числа общин растёт и общее число верующих-пятидесятников. Если в 1989 году в крае проживало 2,5 тыс. пятидесятников, то к 2001 году их число выросло до 38 тыс.

### Лютеране
По некоторым оценкам до 90 тыс. жителей Казахстана являются этническими лютеранами. Однако, по собственным данным Евангелическо-лютеранской церкви в Республике Казахстан (ЕЛЦРК), её прихожанами являются лишь 2,5 тыс. человек. Церковь объединяет 52 общины. При этом, по состоянию на конец 2015 года лишь 13 лютеранских общин были зарегистрированы государством. Духовный центр союза находится в Астане. Верховным  законодательным  органом  церкви является Синод, заседание которого проводится один раз в год. Синод избирает своего Председателя и Епископа, а также Консисторию, являющуюся высшим исполнительным органом. По словам епископа церкви Юрия Новгородова: «на уровне Устава ЕЛЦРК отказалась от прозелитизма» и служит исключительно этническим немцам.

### Баптисты
Большинство баптистов Казахстана входит в Союз церквей евангельских христиан баптистов. Из-за продолжающейся эмиграции немцев и русских, численность верующих-баптистов снижается. На начало 2015 года взрослыми крещёнными членами союза были 8,3 тыс. человек; служением союза также охвачены 2 тыс. подростков и молодёжи и 3,5 тыс. детей. Союз объединяет 231 церковь и 244 группы (зарегистрирована 181 община); действует 250 молитвенных домов. Духовный центр союза находится в Сарани. В 2006 году служители Союза проголосовали за выход из Европейской баптистской федерации и Всемирного баптистского альянса; причиной выхода стала практика рукоположения женщин, харизматические веяния и общее снижение авторитета Библии в ряде зарубежных баптистских церквей. При этом, Союз по прежнему является частью Евро-азиатской федерации союзов ЕХБ.
В стране также имеются сторонники МСЦ ЕХБ; в 2010 году прихожанами 45 общин МСЦ ЕХБ были 7,5 тыс. человек (из которых членами церкви являлись 2 тыс.). В Казахстане также действуют общины корейских баптистов.

### Пресвитериане
Немало в Казахстане и пресвитериан (12 тыс. в 2005 году). На начало 2011 года в стране насчитывалось 229 пресвитерианских религиозных объединений. По состоянию на конец 2015 года перерегистрацию прошли лишь 107 пресвитерианских общин. Самыми крупными пресвитерианскими объединениями в Казахстане являются «Грейс» (71 община в 2011 году), «Надежда» (14 общин), «Эммануил» (14 общин), «Назарянин» (8 общин). Большинство пресвитериан (до 90 %) по этнической принадлежности являются корейцами. Распространение пресвитерианства среди казахстанских корейцев проводится одновременно с возрождением корейского языка и корейских народных обычаев. При пресвитерианских церквах действуют реабилитационные центры для наркоманов и алкоголиков, медицинские центры, центры гуманитарной помощи.

### Другие
Методисты на начало 2011 года объединяли 18 общин, после перерегистрации к концу 2015 года они насчитывали 13 общин. По оценкам, число методистов достигает 12,5 тыс. человек. Большинство из них по этнической принадлежности — корейцы; общины Казахстана входят в Российскую объединённую методистскую церковь. У Новоапостольской церкви после перерегистрации имеется 26 общин. Отдельно действуют в стране братские меннониты (6 общин, 300 членов). Перфекционистской «Церкви Назарянина» в 2014 году в Казахстане принадлежали 7 приходов и ок. 300 верующих.
Адвентисты седьмого дня сообщают о 51 церкви в стране (зарегистрированы — 42 общины). Членами адвентистских церквей в 2011 году были 3,3 тыс. верующих. В стране также имеется небольшое число адвентистов-реформистов.